# Rocciamelone
Rocciamelone (v piemontštině Rociamelon, francouzsky Rochemelon) je 3538 m vysoká monumentální italská hora, ležící na jižním okraji Grajských Alp a převyšující pod ní ležící městečko Susa asi o 3000 m. Vzhledem k tomu, že v okolí nejsou žádné hory srovnatelné výšky, působí velmi dominantním dojmem a z toho důvodu byla v minulosti dlouho považována za nejvyšší horu Alp. Je součástí hlavního alpského hřebenu. Na severní straně hory se nachází malý ledovec. Díky své snadné dostupnosti, značné výšce a dalekému rozhledu patří Rocciamelone k nejnavštěvovanějším vrcholům v Západních Alpách.

## Historie
První zdokumentovaný výstup na tuto horu se uskutečnil již ve středověku, dne 1. září 1358. Vykonal ho rytíř Bonifacio Rotario d´Asti v rámci pouti jako poděkování za to, že přežil věznění ve Svaté zemi během války proti Turkům. Na vrchol přinesl malý kovový obrázek Panny Marie.

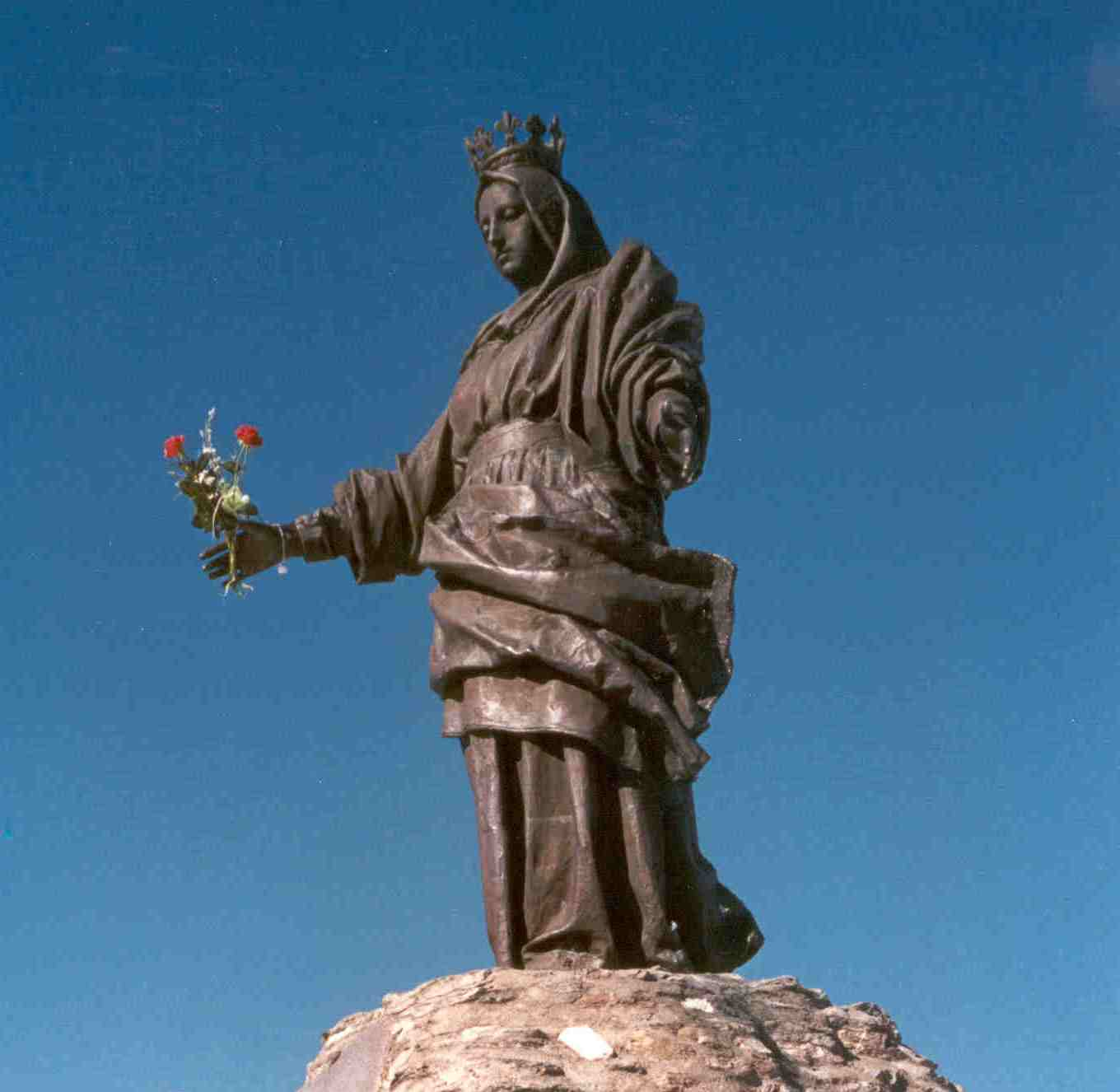
Madonna del Rocciamelone

Je to první horský výstup na celém světě, jehož přesné datum a jméno prvovýstupce známe. Na paměť prvovýstupce byla pojmenována horská chata Rifugio Cà d´Asti, nalézající se ve výšce 2854 m na jižním svahu hory na normální výstupové cestě. Na vrcholu stojí od roku 1899 tři metry vysoká socha Panny Marie a busta krále Viktora Emanuella II. Je zde také kaple, v Alpách nejvýše položená. Vrchol hory je poutním místem, pouť k Madoně se koná každoročně dne 5. srpna. Při té příležitosti vynášejí účastníci od chaty na vrchol pytlíky s pískem.

## Turismus

### Výstupové možnosti
Výstup na vrchol nepřináší kromě velkého převýšení žádné zvláštní obtíže. Vedou na něj tři nejužívanější a relativně snadné výstupové trasy, z italské strany od jihu ze Susy a od východu z Usseglia, z francouzské strany z Bessans.
1. Nejsnadnější je trasa z jihu, vzhledem k tomu, že ze Susy lze vyjet autem po staré vojenské silnici o délce asi 15 km až do lokality La Riposa (2185 m), kde je stejnojmenná horská chata. Tím se významně zkrátí čas výstupu na vrchol a s použitím této silnice lze absolvovat výstup za jeden den. Výstup od chaty La Riposa k chatě Asti trvá asi 2 hodiny, stejně tak další výstup odtud k vrcholu.
2. Od obce Usseglia je možno dojet silničkou k jezeru Lago di Malciaussia, kde se nachází chata Vulpot. Odtud západním směrem je možno vystoupat k chatě Tazetti na severní straně hory, pokračovat k ledovci a okolo něho ze severní strany na vrchol.
3. Výstup z francouzské strany je možný údolím Ribon od severovýchodu. Jedná se o dlouhý výstup s velkým převýšením, kromě toho v údolí není žádná turistická chata.

Vrchol patří k nejsnáze dostupným třiapůltisícovkám Alp a poskytuje horským turistů rozhled, který v Alpách nemá příliš mnoho konkurentů. Za daleké viditelnosti lze odtud vidět velkou část francouzských Alp, v Itálii celý alpský oblouk od jižních Ligurských Alp přes Monviso v Kotických Alpách, přes Mont Blanc, Gran Paradiso a Monte Rosu na severu až po Berninu a Adamello na severovýchodě.

### Horské chaty
- Rifugio La Riposa, 2185 m, soukromá, 28 lůžek
- Rifugio Cà d´Asti, 2854 m, vlastníkem je farnost v Suse, 60 lůžek
- Rifugio Santa Maria, 3538 m,nedaleko vrcholu, vlastníkem je horolezecký spolek z Torina, neobhospodařovaná, 15 lůžek
- Rifugio Tazzetti, 2642 m, CAI Torino, 32 lůžek
- Rifugio Vulpot, 1805 m, soukromá, 14 pokojů

### Mapy
- Instituto Geografico Centrale 2, Valli di Lanzo e Moncenisio, 1 : 50 000
- Instituto Geografico Centrale 103, Rocciamelone, Uja di Ciamarella, Le Levanne, Alte Valli di Lanzo, 1 : 25 000